# José María Macías Castaño
José María Macías Castaño (Barcelona, 1964) és un magistrat, advocat i professor universitari espanyol, magistrat del Tribunal Constitucional des del 30 de juliol del 2024. Anteriorment, entre el 2015 i el 2024, va exercir com a vocal del Consell General del Poder Judicial.

## Biografia
Es va llicenciar en Dret, amb premi extraordinari de carrera, per la Universitat Autònoma de Barcelona el 1988. Dos anys després es va incorporar a la carrera judicial, passant per diferents jurisdiccions així com diversos jutjats, com els de Rubí, Mataró, Terrassa, i Barcelona. Precisament, en aquest últim jutjat es va incorporar a la jurisdicció contenciosa administrativa, on ha desenvolupat gran part de la seva carrera. Així mateix, des del 1991 és professor de dret administratiu a la Universitat Autònoma de Barcelona. També ha col·laborat amb la Universitat Pompeu Fabra.
Durant l'últim any de Jordi Pujol al capdavant de la Generalitat de Catalunya, Macías va exercir el càrrec de director general dels Serveis Contenciosos del Govern. El 2005 va sol·licitar una exendència de la carrera judicial per exercir l'advocacia, incorporant-se al bufet Cuatrecasas.
El 2015 va ser elegit vocal del Consell General del Poder Judicial per substituir Mercè Pigem. Després de l'acord entre els partits majoritaris de les Corts el 2024 per renovar el Consell General del Poder Judicial i suplir l'última vacant del Tribunal Constitucional, Macías va ser proposat pel Senat per aquesta plaça. Després de ser elegit pel Senat, va ser nomenat pel rei i va prendre possessió del càrrec davant aquest el 30 de juliol de 2024, al Palau Reial de l'Almudaina.